# 1992年バルセロナオリンピックの中国選手団
1992年バルセロナオリンピックの中国選手団（1992ねんバルセロナオリンピックのちゅうごくせんしゅだん）は、1992年7月25日から8月9日にかけてスペインのカタルーニャ州バルセロナで開催された1992年バルセロナオリンピックの中国選手団、およびその競技結果。

## 概要
今大会は金メダル16個、銀メダル22個、銅メダル16個の合計54個のメダルを獲得した。
金メダル数、銀メダル数、銅メダル数、合計メダル獲得数のすべてで過去最多を記録した。

## メダル
| メダル | 選手名                       | 競技 | 種目                   |
| ------ | ---------------------------- | ---- | ---------------------- |
| 金     | 陳躍玲                       | 陸上 | 女子10km競歩           |
| 金     | 楊文意                       | 競泳 | 女子50m自由形          |
| 金     | 荘泳                         | 競泳 | 女子100m自由形         |
| 金     | 銭紅                         | 競泳 | 女子100mバタフライ     |
| 金     | 林莉                         | 競泳 | 女子200m個人メドレー   |
| 金     | 荘暁岩                       | 柔道 | 女子72kg超級           |
| 銀     | 黄志紅                       | 陸上 | 女子砲丸投             |
| 銀     | 荘泳                         | 競泳 | 女子50m自由形          |
| 銀     | 林莉                         | 競泳 | 女子200m平泳ぎ         |
| 銀     | 王暁紅                       | 競泳 | 女子200mバタフライ     |
| 銀     | 林莉                         | 競泳 | 女子400m個人メドレー   |
| 銀     | 楽靖宜 呂彬 荘泳 楊文意 趙坤 | 競泳 | 女子4×100m自由形リレー |
| 銅     | 曲雲霞                       | 陸上 | 女子1500m              |
| 銅     | 李容秀                       | 陸上 | 女子10km競歩           |
| 銅     | 李忠雲                       | 柔道 | 女子52kg以下級         |
| 銅     | 張迪                         | 柔道 | 女子61kg以下級         |